# Olympische Sommerspiele 1980/Kanu – Zweier-Kajak 500 m (Frauen)
Die Wettkämpfe im Zweier-Kajak über 500 Meter bei den Olympischen Sommerspielen 1980 wurden vom 30. Juli bis 1. August auf dem Ruderkanal Krylatskoje ausgetragen.
Es wurden zwei Vorläufe, ein Halbfinale und ein Finale ausgetragen.
Olympiasieger wurde das Boot der DDR mit Carsta Genäuß und Martina Bischof.

## Ergebnisse

### Vorläufe
Die jeweils ersten drei Boote qualifizierten sich für das Halbfinale, die restlichen Boote kamen in die Hoffnungsläufe.

#### Vorlauf 1
| Rang | Athletinnen                          | Nation      | Zeit        |
| ---- | ------------------------------------ | ----------- | ----------- |
| 1    | Galina Kreft Nina Gopowa             | Sowjetunion | 1:47,07 min |
| 2    | Elisabeta Băbeanu Agafia Constantin  | Rumänien    | 1:48,04 min |
| 3    | Anne-Marie Loriot Valérie Leclerc    | Frankreich  | 1:48,52 min |
| 4    | Agneta Andersson Karin Olsson        | Schweden    | 1:49,96 min |
| 5    | Marija Mintschewa Natascha Janakiewa | Bulgarien   | 1:50,51 min |
| 6    | Luisa Ponchio Elisabetta Introini    | Italien     | 1:58,35 min |
| —    | Marleen Kuppens Brigitte Vernaillen  | Belgien     | DNS         |

#### Vorlauf 2
| Rang | Athletinnen                       | Nation           | Zeit        |
| ---- | --------------------------------- | ---------------- | ----------- |
| 1    | Carsta Genäuß Martina Bischof     | DDR              | 1:46,95 min |
| 2    | Éva Rakusz Mária Zakariás         | Ungarn           | 1:49,92 min |
| 3    | Ewa Eichler Ewa Wojtaszek         | Polen            | 1:52,14 min |
| 4    | Ineke Bakker Marijke Kegge        | Niederlande      | 1:52,31 min |
| 5    | Frances Wetherall Lesley Smither  | Großbritannien   | 1:53,25 min |
| 6    | Jana Polakovičová Helena Vašáková | Tschechoslowakei | 1:59,83 min |

### Halbfinale
Die ersten drei Boote des Halbfinals erreichten das Finale.
| Rang | Athletinnen                          | Nation           | Zeit        |
| ---- | ------------------------------------ | ---------------- | ----------- |
| 1    | Marija Mintschewa Natascha Janakiewa | Bulgarien        | 1:51,66 min |
| 2    | Agneta Andersson Karin Olsson        | Schweden         | 1:52,77 min |
| 3    | Frances Wetherall Lesley Smither     | Großbritannien   | 1:53,12 min |
| 4    | Ineke Bakker Marijke Kegge           | Niederlande      | 1:54,36 min |
| 5    | Luisa Ponchio Elisabetta Introini    | Italien          | 1:55,29 min |
| 6    | Jana Polakovičová Helena Vašáková    | Tschechoslowakei | 1:57,34 min |

### Finale
| Rang | Athletinnen                          | Nation         | Zeit        |
| ---- | ------------------------------------ | -------------- | ----------- |
| 1    | Carsta Genäuß Martina Bischof        | DDR            | 1:43,88 min |
| 2    | Galina Kreft Nina Gopowa             | Sowjetunion    | 1:46,91 min |
| 3    | Éva Rakusz Mária Zakariás            | Ungarn         | 1:47,95 min |
| 4    | Elisabeta Băbeanu Agafia Constantin  | Rumänien       | 1:48,04 min |
| 5    | Agneta Andersson Karin Olsson        | Schweden       | 1:49,27 min |
| 6    | Anne-Marie Loriot Valérie Leclerc    | Frankreich     | 1:49,48 min |
| 7    | Ewa Eichler Ewa Wojtaszek            | Polen          | 1:51,31 min |
| 8    | Frances Wetherall Lesley Smither     | Großbritannien | 1:52,76 min |
| 9    | Marija Mintschewa Natascha Janakiewa | Bulgarien      | 1:53,12 min |